# Gare de Villenave-d’Ornon
Gare de Villenave-d’Ornon – przystanek kolejowy w Villenave-d’Ornon, w departamencie Żyronda, w regionie Nowa Akwitania, we Francji.
Został otwarty w 1855 przez Compagnie des chemins de fer du Midi et du Canal latéral à la Garonne. Jest przystankiem kolejowym Société nationale des chemins de fer français (SNCF), obsługiwaną przez pociągi TER Aquitaine.